# Il mio Sanremo
Il mio Sanremo è un album del cantante Al Bano pubblicato nel 2006. Contiene le nuove registrazioni di tutte le canzoni con cui Al Bano ha partecipato al Festival di Sanremo fino al 1999. Il primo e gli ultimi 3 brani sono dei bonus tracks, tra i quali anche Sei la mia luce candidata a Sanremo 2006 ma scartata alle selezioni.

## Tracce
1. Devo dirti di no (Curtis Mayfield, Vito Pallavicini)
2. La siepe (Pino Massara,  Vito Pallavicini)
3. 13, storia d'oggi (Albano Carrisi,  Vito Pallavicini)
4. In controluce (Albano Carrisi, Paolo Limiti)
5. Felicità (Cristiano Minellono, Dario Farina, Gino De Stefani)
6. Ci sarà (Cristiano Minellono, Dario Farina)
7. Nostalgia canaglia (Albano Carrisi, Mercurio, Romina Power,  Vito Pallavicini, Willy Molco)
8. Cara terra mia (Albano Carrisi, Romina Power, Vito Pallavicini)
9. Oggi sposi (Giancarlo Andretto, Depsa)
10. È la mia vita (Pino Marino, Maurizio Fabrizio)
11. Verso il sole (Albano Carrisi, Valentina Cidda)
12. Ancora in volo (Albano Carrisi, Massimo Bizzarri, Pino Marcucci)
13. Tu per sempre (Albano Carrisi, Alterisio Paoletti, Fabrizio Berlincioni)
14. Le radici del cielo (Albano Carrisi, Pino Aprile)
15. Sei la mia luce (Albano Carrisi,  Alterisio Paoletti, Fulcheri, Vincenzo Sparviero)

## Formazione
- Al Bano - voce
- Giovanni Francesca - chitarra
- Roberto Gallinelli - basso
- Adriano Martino - chitarra
- Alterisio Paoletti - pianoforte, programmazione
- Maurizio Dei Lazzaretti - batteria
- Roberto Fallarino - programmazione
- Paolo Costa - basso
- Lele Melotti - batteria

## Classifiche
| Classifica | Posizione |
| ---------- | --------- |
| Italia     | 26        |